# 杜博瓦 (波利西基區)
51°7′54″N 29°39′56″E / 51.13167°N 29.66556°E
杜博瓦（烏克蘭語：Дубова）是位於烏克蘭北部的村莊，由基辅州维什霍罗德区克拉斯亞蒂奇市鎮的萊夫科維奇村委會負責管轄。該村始建於1630年，面積2平方公里，海拔高度147米，2001年人口20，人口密度每平方公里10人。